# 青春不敗2
『青春不敗2』（せいしゅんふはいつう、朝: 청춘불패〈チョンチュンプルペ ツウ〉）は、KBS第2テレビで放送されていたバラエティー番組青春不敗の続編。全46回で2011年11月12日から2012年11月17日(毎週土曜日17:05 - 18:15)に放送された。日本ではKBS World、テレ朝チャンネルで放送された。サブタイトルは、G8のアイドル漁村日記、G6のアイドル漁村日記、青春民宿と、出演者の人数により変化していく。

## 出演者

### G8

#### メンバー
- ウリ（RAINBOW）1988年2月22日（37歳）第18回まで
- サニー（少女時代）1989年5月15日（36歳） 第31回まで
- ヒョヨン（少女時代) 1989年9月22日（35歳）
- イェウォン（ジュエリー) 1989年12月5日（35歳）
- ボラ (SISTAR) 1990年1月30日（35歳）
- エンバ (f(x)）1992年9月18日（32歳）第18回まで
- ジヨン（KARA）1994年1月18日（31歳）
- スジ (Miss A）1994年10月10日（30歳）

### MC
- イ・スグン 第18回まで
- ブーム
- チ・ヒョヌ 　第18回まで
- キム・シニョン　第19回より
- イ・ヨンジャ　第32回より

## 飼育している動物
- 牛(雌)プルミ 飼い主：サニー
- ロバ(雄) ハダン 飼い主：ヒョヨン
- ロバ(雌)  カダン飼い主：サニー
- 犬(雄)ワンユチ 第5回より登場 青春不敗撮影場所江原道洪川郡ユチ里より連れて来られる。 飼い主：ヒョナ
- ニワトリ

## 栽培している植物
- サンチュ
- 米
- ジャガイモ

## 主なゲスト
- イム・ハリョン第9回
- 2AM 第17回
- チェ・ホンマン第19回
- 神話 第20回
- ジョン・ヨンファ(CNBLUE)、イ・ジョンシン(CNBLUE) 第21回・第22回
- テヨン（少女時代)、ナルシャ (Brown Eyed Girls)第22回
- コン・ヒョンジン第23回
- ソンミン(SUPER JUNIOR)、パク・ギジュン　第24回
- キム・ヒョナ(4minute)、ソヒョン(4minute)、パク・サンミョン 第25回
- カン・ギュンソン(ノウル)、エル(INFINITE)、イ・ヒョヌ、アンディ(神話)、ペク・ソンヒョン、パク・フィスン　第26回
- ヒョミン(T-ARA)、ハン・ソナ（Secret）、チュ・サンウク、イン・ギョジン 第27回
- チョ・ミンギ、ソン・ビョンホ　第28回
- ク・ハラ (KARA) 第29回
- ペク・チヨン 第30回
- 2012年ロンドンオリンピックの柔道競技韓国代表チーム　鄭勲、金宰範、宋大南、曹準好 第38回

## エピソード
- 当初はソヒョン(4minute)もレギュラーで内定していたが、コンサート活動が多忙のため実現しなかった。本人が登場した際に第25回で語っている。

## 日本での放送歴
- テレ朝チャンネル
  - 放送回数 = 全46回
  - 放送期間 = 2013年1月15日 -  2013年6月4日（毎週：火・水・木曜日）

## DVD
※ DVDの内容は、権利の都合上、韓国放映時とは映像、音楽が変更されている可能性あり
- 青春不敗2 〜G8のアイドル漁村日記〜 シーズン1 DVD-BOX1（2012年11月2日発売、ブロードウェイ）
- 青春不敗2 〜G8のアイドル漁村日記〜 シーズン1 DVD-BOX2（2012年12月7日発売、ブロードウェイ）
- 青春不敗2 〜G8のアイドル漁村日記〜 シーズン1 Vol.1 - Vol.5（2012年12月7日発売・レンタル、ブロードウェイ）
- 青春不敗2 〜G8のアイドル漁村日記〜 シーズン1 Vol.6 - Vol.9（2013年1月8日発売・レンタル、ブロードウェイ）

※サブタイトルが〜G6のアイドル漁村日記〜に変わるシーズン2（19話〜）以降はDVD化されていない（2014年1月現在）

## 主題歌
- 「アイム・ユアーズ」 - ジェイソン・ムラーズ エンディング曲